# Lars Jonell
Lars Jonell, född 9 maj 1938 i Malungs församling, är en svensk före detta ishockeyspelare.
Jonell representerade klubbarna Malungs IF (1955/1956), Falu BS (1956/1957–1957/1958), IK Skinnarna (1958/1959), Morgårdshammars IF (1959/1960–1961/1962), Gais (1963/1964–1965/1966) och Sågdalens SK (1967/1968–1968/1969. 1963 tilldelades han Hedersmakrillen som Gais främste ishockeyspelare.